# Vite (pattinaggio)
Il concetto di vite nel pattinaggio è un importante elemento dei salti. Essa serve a rendere il corpo nella posizione più aerodinamica possibile in modo da raggiungere il numero di giri richiesto nel minor tempo possibile.
Nel momento dello stacco di un salto, il corpo deve raggiungere una posizione che gli consenta di eseguire il numero di giri richiesto, la buona riuscita del salto sta nella rapidità dell'atleta di assumere questa posizione. Come possiamo vedere nella foto qui a fianco, durante la fase di volo la gamba sinistra si sovrappone alla destra incrociandosi più o meno all'altezza del ginocchio. Le punte sono tese verso il basso e le gambe più dritte possibile. In virtù della legge della fisica secondo la quale se si avvicina un oggetto al suo asse di rotazione, la velocità della rotazione aumenta; allora più la vite sarà stretta e chiusa e più la rotazione sarà rapida. Per questo infatti nei salti da un giro la vite non è necessariamente stretta e le braccia non sono raccolte al petto.

## Differenza fra vite alta e vite bassa
Ogni atleta, secondo la sua propensione può essere tendente alla vite alta o alla vite bassa. La differenza fra queste ultime sta nel fatto che nella vite alta la gamba sinistra si incrocia con la destra all'altezza del ginocchio, con la vite bassa invece questo incrocio si ha sotto il ginocchio. Nei salti da un giro generalmente si usa tenere la vite alta, mentre nei salti da più di un giro spesso gli allenatori consigliano di tenere la vite bassa poiché ritenuta una posizione più aerodinamica e quindi permetterebbe di raggiungere più in fretta il numero di giri richiesto dal salto. Tuttavia ci sono delle atlete capaci di eseguire tutti i salti doppi con la vite alta.
Nell'immagine a fianco vediamo un esempio di vite alta (come si può notare il ginocchio della gamba libera è sopra a quello della gamba portante).